# Microsoft Windows 2.0
Windows 2.0 fra Microsoft er ikke ét styresystem. Det er et forældet Shell til intel-kompatible pc'er, der kører på det ligeledes forældede 8-bits styresystem DOS (Disk Operativ System).